# William Mendieta
William Gabriel Mendieta  (Assunção, 9 de janeiro de 1989) é um futebolista paraguaio que atua como meia. Atualmente joga pelo Club Libertad.

## Carreira
Mendieta começou sua carreira no Libertad em 2009, onde ficou até 2011, quando acertou com o Rubio Ñu. Voltou no mesmo ano para o Libertad. Em 2012, acertou com o Sol de América e voltou novamente para o Libertad ao fim de seu empréstimo. Após belas atuações na Libertadores, despertou interesse no Palmeiras, sendo contratado no ano de 2013 pela equipe paulista.

### Palmeiras
Em 6 de junho de 2013, foi oficializada a venda de Mendieta ao Palmeiras, custando cerca de 4,2 milhões de reais. Gilson Kleina, técnico do clube, observava o paraguaio desde a primeira partida contra o Libertad, na Copa Libertadores. Além da venda de Mendieta ao clube paulista, os clubes realizarão uma troca de experiências entre suas diretorias, desde medidas para o marketing até troca de informações sobre como gerir categorias de base. Carlos Guggiari, presidente do Libertad, disse que é um acerto de duas agremiações que têm muito em comum..
Fez a estreia pela equipe em 6 de julho de 2013, quando saiu do banco de reservas e entrou no segundo tempo do jogo no qual a equipe alviverde goleou o Oeste por 4 a 0, pela Série B do Campeonato Brasileiro de 2013. Fez seu primeiro gol com a camisa do Palmeiras em 13 de agosto de 2013, quando a equipe alviverde venceu o Joinville por 1 a 0, na cidade catarinense.

### Olímpia
Em 19 de fevereiro de 2015, após más partidas pelo Palmeiras o jogador foi emprestado ao Olímpia pelo período de uma temporada. Palmeiras aceita emprestar Mendieta novamente e o jogador fica ate o final de 2016. No início de 2017, foi contratado em definitivo.

### Juárez
Em dezembro de 2019, Mendieta assinou com o clube mexicano Juárez.

### Guaraní
Em 2025, o jogador se transferiu para o Guaraní do Paraguai.

## Títulos
.
Libertad
- Campeonato Paraguaio: 2010 (Clausura), 2012 (Clausura)

Palmeiras
- Campeonato Brasileiro - Série B: 2013

### Outras Conquistas
- Troféu Julinho Botelho: 2014